# Born to Die
Born to Die és el primer àlbum d'estudi oficial de la cantautora nord-americana Lana Del Rey. Va ser llançat per la discogràfica Interscope Records el 31 de gener de 2012 a tot el món, mentre que al Regne Unit va ser el 30 de gener de 2012. Després de signar un contracte discogràfic amb Stranger Records, Del Rey va llançar l'octubre del 2011 el seu senzill debut, «Video Games», el qual és considerat el seu impuls a la indústria musical. El segon senzill, «Born to Die», va ser llançat el 30 de desembre de 2011.
Abans del llançament de l'àlbum, Del Rey havia publicat els seus senzills de 2011 "Video Games" i "Born to Die", que contrastava la música electrònica/dance contemporània amb el seu so cinematogràfic acompanyat d'instruments de corda dramàtics. Un àlbum de pop barroc i trip hop, Born to Die presenta musicalment la mateixa composició cinematogràfica. La lletra tracta sobre l'amor, el sexe i les drogues, i inclou referències destacades a l'estètica americana dels anys 50 i 60.
L'àlbum va ser el cinquè àlbum més venut del món del 2012 i havia venut més de 7 milions de còpies el 2014. El 2021, es va convertir en el segon àlbum i el primer àlbum debut d'una dona que va passar més de 400 setmanes a les llistes Billboard 200 dels EUA, on va assolir el segon lloc i va encapçalar les llistes d'èxits a Austràlia i diversos països europeus, com ara França, Alemanya i el Regne Unit.
Musicalment, Born to Die és un àlbum pop influenciat d'altres gèneres musicals com l'indie (tant indie pop com indie rock), rock, hip-hop, sadcore i el pop alternatiu. El disc va rebre generalment crítiques mixtes per part dels crítics de la música contemporània, que van lloar el so particular de l'àlbum però criticant de manera negativa la repetició del gènere melodramàtic a les cançons. L'àlbum va tenir una bona recepció comercial, aconseguint la primera posició en onze països. A més, va guanyar el premi de millor àlbum internacional de l'any en els IFPI Awards 2012 de Dinamarca.
Durant 2012, Born to Die va vendre 3.400.000 còpies a nivell mundial, amb les quals va esdevenir el cinquè àlbum més venut durant aquell any.

## Antecedents i desenvolupament
El 2007, Elizabeth "Lizzy" Grant va signar un contracte de gravació amb el segell discogràfic independent 5 Point Records i va començar a planificar el seu àlbum d'estudi debut. No obstant això, després de contractar nous serveis de gestió, interessar-se a adoptar el nom artístic Lana Del Ray i percebre una falta de motivació durant la producció, es va trobar en conflicte amb el segell discogràfic i el seu productor David Kahne. El producte final, l'àlbum Lana Del Ray, va ser llançat digitalment el gener de 2010. Amb tot, i en part degut al canvi del seu nom artístic, reescrit com a "Lana Del Rey" poc després del seu llançament, l'àlbum Lana Del Ray va ser retirat de la circulació abans que es produïssin versions físiques.
Després de conformar-se amb el seu nom artístic actual, Del Rey va signar un contracte de gravació amb Stranger Records el juny de 2011 i va llançar la cançó "Video Games". Inicialment, havia llançat la cançó perquè era la seva "favorita" i no tenia intenció de publicar-la com a single, tot i que el vídeo es va fer viral a YouTube després de la seva estrena. Durant una aparició a la sèrie de televisió francesa Taratata el novembre de 2011, Del Rey va anunciar que el seu primer àlbum d'estudi es titularia Born to Die.
La fotografia utilitzada per a la portada de Born to Die va ser feta per Nicole Nodland, mentre que Del Rey i David Bowden van supervisar la direcció general de l'embalatge de l'àlbum. La revista Complex va classificar la portada en vuitena posició a la llista de "Les 50 millors portades d'àlbums pop dels últims cinc anys" de la revista, elogiant el seu ús de la tipografia Steelfish i parlant favorablement de la sensació "ominosa" que va provocar, donant crèdit a "les ombres o el que siguin les formes del fons, i com Lana pot afectar la seva persona separada i encara impecable amb una simple mirada". La llista de cançons de l'àlbum es va anunciar el 9 de gener de 2012, mentre que el disc en si es va publicar el 31 de gener als Estats Units; es va convertir en el debut del segell important de Del Rey després que ella va aconseguir un acord de distribució amb Interscope Records.

## Composició
L'estil musical de Born to Die ha estat descrit com a alternatiu, pop barroc, indie pop, sadcore i trip hop. Pel que fa a l'estil de la seva veu a l'àlbum, Del Rey va afirmar: "la gent no em prenia molt seriosament, així que vaig decidir baixar el to de la meva veu, creient que m'ajudaria a destacar. Ara canto bastant baix... Bé, per ser una dona".

Els primers senzills de la cantant, "Video Games" i "Born to Die" van ser descrits de diverses maneres com "ballada de quasi cabaret","soul de banda sonora descoberta i de vegades soporífera" i "pop". Del Rey va ser descrita com una "gangsta Nancy Sinatra", encara que cita Britney Spears, Elvis Presley i Antony and the Johnsons com les seves influències musicals. Quan se li va preguntar sobre el seu estil musical, Del Rey va declarar:
M'hauria encantat formar part de la comunitat indie. Però jo no ho era. Buscava una comunitat, ni tan sols coneixia gent que fos músic. No vaig conèixer mai aquell indie popular, sigui qui sigui. Qui és indie? En primer lloc, no puc entendre què és la música indie. Perquè si n'heu sentit a parlar, és una mena de música pop, oi? Perquè és, com, popular? O és que no surt a la ràdio? No és com si hagués format part de la comunitat indie i després explotés. És com si visqués al carrer i alhora no hi visqués... Saps el que vull dir?
La veu de Del Rey a "Off to the Races", "National Anthem" i "Diet Mountain Dew" es va descriure com a "parlada" i "quasi rapejant". La veu de Del Rey a "Million Dollar Man" es va comparar amb les d'"una Fiona Apple altament medicada". L'àlbum, comparat amb les bandes sonores de les pel·lícules de James Bond, Born to Die conté ritmes de trip hop i un so cinematogràfic que recorda la dècada de 1950.

## Crítiques professionals
A Metacritic, que assigna una puntuació mitjana ponderada de 100 a les crítiques dels principals crítics, l'àlbum va rebre una puntuació mitjana de 62 segons 37 crítiques, la qual cosa indica "crítiques generalment favorables".
Jaime Gill de BBC Music va comentar que el disc "no és perfecte", criticant la producció de cançons com "Dark Paradise". No obstant això, Gill va concloure que Born to Die és l'àlbum de debut més distintiu des de la publicació disc homònim de Glasvegas publicat el 2008. Sal Cinquemani, de Slant, va comentar que es va canviar la producció de diverses cançons per a l'àlbum, fent temes com "National Anthem" i "This is what Makes us Girls" menys "amistoses amb la ràdio". Cinquemani va afirmar que, "irònicament, l'única feblesa de l'àlbum és la força de la seva impecable producció, que pot semblar una mica aclaparadora estenent-se durant 12 cançons". Alexis Petridis de The Guardian va dir que Born to Die és "un àlbum de música pop bellament convertida, que és més que suficient", amb la majoria de les melodies "construïdes magníficament", alhora que afirmant que Del Rey "no té l'equip líric per desenvolupar un personatge al llarg de l'àlbum". Greg Kot del Chicago Tribune va fer una crítica negativa i va criticar molt la producció repetitiva.
Evan Rytlewski, del The A.V. Club, va fer una revisió de l'àlbum, titllant-lo de "lent i sobreproduït, amb ecos periòdics i distants del Valley Girl de Kesha, l'àlbum es basa en els prejudicis més durs contra la música pop". Randall Roberts de Los Angeles Times també va assenyalar que la veu de la cantant té "molt potencial i, tanmateix, no està refinada", i va dir que tot i tenir temes destacats com "Summertime Sadness" i "Dark Paradise", escoltar el disc "es torna cansat i marejat, com si haguessis agafat mitja dotzena de somnífers quan posessis el disc, i ara tinguessis molta, molta son". Lindsay Zoladz, de Pitchfork, va comentar: "el punt de vista de l'àlbum, si es pot dir així, se sent incòmode i desfasat... mai dona lloc a la tensió o la complexitat a la barreja, i la seva visió de la sexualitat femenina acaba sent molt profundament domesticada. Malgrat el seu arrullament sobre l'amor i la devoció, és l'equivalent àlbum d'un orgasme fals: una col·lecció de cançons de torxa sense foc". Alex Denney de NME va fer una crítica positiva, dient: "Tot i que no és el disc de pop perfecte que 'Video Games' ens hauria portat a desitjar, Born To Die encara marca l'arribada d'una sensibilitat fresca i refrescant en el pop".

### Aclamació retrospectiva
Born to Die ha rebut crítiques retrospectives positives al llarg dels anys, amb molts crítics i periodistes que li han donat una segona oportunitat i han publicat articles sobre la perspectiva de la indústria sobre Del Rey. Meaghan Garvey, escrivint per a Pitchfork, va dir que "és un error repetir ara el discurs anterior amb Born to Die […] una conversa tan tediosament estreta", elogiant l'àlbum com "emocionant ric". El 2021, Pitchfork el va incloure a la seva llista "Rescored", revalorant els àlbums i ajustant la seva puntuació original de 5,5/10 a un 7,8/10, amb Anna Gaca afirmant que "Born to Die va resultar ser una senyal del futur, de les coses a venir, com balades pop sense gènere, amb ritmes de hip-hop, i el llenguatge depressiu que és més actual que mai". Craig Jenkins de Vulture va estar d'acord, afirmant que les valoracions antigues, "en retrospectiva, van ser una conversa estúpida". Va afegir que Born to Die "va venir del no-res amb una estètica totalment formada […] que potser era massa aviat pel seu temps", argumentant que "se sentia desplaçat pel temps però alhora familiar, com descobrir una cinta de casset d'aquella part dels anys 90 on el trip hop va envair el pop".
Dan Solomon, escrivint per a CultureMap, va demanar als seus col·legues crítics musicals que "deixessin [la controvèrsia] en el passat", argumentant que "és simplista queixar-se i descartar Born to Die". Va descriure l'àlbum com a "fàcil d'escoltar" i "de bon so", alhora que va elogiar la cançó "Off to the Races" com "una actuació segura d'una cantant que controla la seva veu, una barreja d'actuació i cant." També va donar crèdit a "Dark Paradise" i "Summertime Sadness". En una opinió similar, Alex Pappademas de Grantland es va preguntar si "[hi havia] alguna manera de separar l'odi d'Internet a Lana Del Rey del seu primer àlbum sorprenentment bo". Chris Lacy d'Albumism va afirmar que "és clar que [Del Rey] és la gran ment darrera de Born to Die", i va descriure l'àlbum com un "retrat realista de l'addicció, l'obsessió sexual, l'anormalitat i la por". També va elogiar els vídeos musicals de l'àlbum, anomenant-los "curtmetratges èpics que provocaven reflexió" i que "haurien fet que Michael Jackson estigui orgullós". No obstant això, va assenyalar que l'àlbum "perd força a mig camí", qualificant el tema final "This Is What Makes Us Girls" com una "gràcia salvadora".
Jesse Cataldo de Slant va nomenar Born to Die com el segon millor àlbum de Del Rey, descrivint-lo com un "primer esforç d'una composició sorprenent". Miranda Mikkola de Gay Times va qualificar Born to Die com "un dels àlbums debut més grans del segle", afirmant que "encara és un àlbum preciós que ens encanta revisar de tant en tant", destacant "Off to the Races", "National Anthem" i "Dark Paradise". En una nota similar, Angelina Fay de No Majesty va coincidir que l'àlbum "encara és fantàstic per redescobrir" i l'ha elogiat com "atemporal en tots els sentits de la paraula". Rhian Daly, escrivint per a NME, va argumentar que Del Rey "era massa especial per viure a l'ombra d'altres artistes […] només havia de trobar el seu camí fins a aquest punt". Rob Harvilla de The Ringer va tenir una crítica retrospectiva força variada, escrivint que Born to Die era "apagat però, en estones, excel·lent" i, tot i qualificar-lo com "el seu pitjor àlbum", va parlar de "Video Games" com "una cançó alarmantment genial", va qualificar "Radio" de "magnífica" i va elogiar Del Rey com "l'artista perfecta dels nostres temps". Billboard va incloure la cançó principal "Born to Die" a la seva llista de "Cançons que han Definit Aquesta Dècada" i la va qualificar com "un dels moments musicals més destacats de l'àlbum".

## Èxit comercial
Al Regne Unit, Born to Die va vendre 50.000 còpies el primer dia de llançament. Va debutar al número 1 de la llista d'àlbums del Regne Unit i va vendre 116.745 còpies. En acumular més de 50.007 vendes digitals en set dies, l'àlbum es va convertir en el cinquè àlbum que ha venut més de 50.000 descàrregues en una sola setmana. A més, va ser l'àlbum més venut del 2012, convertint-se en el primer àlbum a assolir les 100.000 còpies venudes aquest any. Born to Die es va mantenir a la primera posició de la llista en la seva segona setmana, venent 60.000 còpies addicionals. Al novembre de 2013, l'àlbum havia venut més de 836.000 còpies al Regne Unit. A França, l'àlbum va debutar al número u de la llista francesa d'àlbums amb unes vendes de 48.791, de les quals, 16.968 còpies digitals.
Als Estats Units, l'àlbum va aconseguir vendes la primera setmana de 77.000 còpies, debutant posteriorment al número dos de les llistes Billboard 200, venent més de 500.000 unitats al país el gener de 2013, obtenint la certificació d'or. La setmana que va acabar el 31 d'agost de 2013, tot i que l'àlbum va superar la 80a setmana a la llista, va tornar a entrar al Top 20. El juny de 2014, Born to Die va haver venut 1.100.000 de còpies als Estats Units, essent certificat com a disc de platí per la RIAA.
Segons la Federació Internacional de la Indústria Fonogràfica (IFPI), Born to Die va ser el cinquè àlbum més venut a nivell mundial del 2012 amb unes vendes de 3,4 milions de còpies. El juny de 2014, l'àlbum havia venut set milions de còpies a tot el món.

## Impacte posterior
Amb el llançament de Born to Die, Del Rey es va convertir en el principal focus d'atenció de la premsa tant per la seva imatge com per la seva música. Des del seu debut amb "Video Games", Del Rey havia estat provocant que molts comencessin a acusar-la d'intentar esborrar el seu passat amb un tipus de cançons i un estil diferent. Tenint en compte la composició de l'àlbum i la seva aparença, molts tabloides van començar a qüestionar la seva autenticitat i afirmar que el seu èxit es devia només a la seva bellesa. A més, va sorgir l'especulació que Del Rey era només un personatge creat per Elizabeth Grant que intentava aconseguir un lloc i un públic dins de la música indie.
El so, els temes i l'estètica de Born to Die van deixar un gran impacte a la música popular. El 2019, The Washington Post va nomenar Del Rey com una de les "cinc persones que van ajudar a donar forma a la cultura de l'última dècada". Max Migowsky d'Indie Magazine la va descriure com "la figura cabdal de tota una generació", mentre que Zachary Small de Hyperallergic va dir Born to Die era un àlbum que estava "avançat al seu temps". Sorrell Forbes d'uDiscover Music va anomenar Born to Die "el moment més potent de la seva carrera", mentre argumentava que Del Rey va aportar "el so que [el públic] buscava". La mateixa Del Rey va declarar en una entrevista amb Pitchfork el 2019 anomenada "Vida, llibertat i la persecució de la felicitat" que "hi ha hagut un gran canvi sonor culturalment, i crec que hi he tingut molt a veure".
Omar N. Goulding de Culturizando va anomenar Born to Die "l'àlbum més influent de la dècada", argumentant que "la gent s'estava cansant de la música alegre i volia escoltar alguna cosa diferent" i que Del Rey "va marcar la tendència [de la noia trista] a la cultura pop". Richard S. He, escrivint per a Billboard, va dir que Born to Die és "un dels principals catalitzadors del canvi del pop de mitjans de la dècada de 2010 de l'EDM descarat a una paleta més malhumorada i inclinada pel hip-hop". Més tard, Billboard va incloure la cançó "Born to Die" com una de les 100 cançons que van definir la dècada del 2010, i va afegir que va influir "en un canvi sonor que va canviar completament el panorama pop".
Crítics i periodistes coincideixen en dir que Born to Die va influir en les obres de Lorde, Billie Eilish, Miley Cyrus, Taylor Swift, entre d'altres. La mateixa Swift va nomenar Del Rey "l'artista més influent del pop".
Passats els anys, Born to Die va figurar entre les llistes de millors àlbums de la dècada de 2010, incloses les de NME ("Els millors àlbums de la dècada", posició #10) i The Independent ("Els 50 millors àlbums de l'última dècada", posició #3). El diari britànic The Guardian va incloure l'àlbum al número 70 de la seva llista d'"Els 100 millors àlbums del segle XXI".

## Llista de cançons
Les dotze primeres cançons (1-12) formen part de la versió estàndard de l'àlbum. Les tres darreres cançons (13-15) formen part de la versió deluxe de l'àlbum.
| Núm.          | Títol                         | Composició                                     | Productor(s)          | Durada |
| ------------- | ----------------------------- | ---------------------------------------------- | --------------------- | ------ |
| 1.            | «Born to Die»                 | Lana Del Rey, Justin Parker                    | Emile Haynie          | 4:46   |
| 2.            | «Off to the Races»            | Lana Del Rey, Tim Larcombe                     | Patrik Berger, Haynie | 5:00   |
| 3.            | «Blue Jeans»                  | Lana Del Rey, Haynie, Dan Heath                | Haynie                | 3:30   |
| 4.            | «Video Games»                 | Lana Del Rey, Parker                           | Robopop               | 4:42   |
| 5.            | «Diet Mountain Dew»           | Lana Del Rey, Mike Daly                        | Haynie, Jeff Bhasker  | 3:43   |
| 6.            | «National Anthem»             | Lana Del Rey, Parker, David Sneddon, The Nexus | Haynie, Bhasker       | 3:51   |
| 7.            | «Dark Paradise»               | Lana Del Rey, Rick Nowels                      | Haynie, Nowels        | 4:03   |
| 8.            | «Radio»                       | Lana Del Rey, Parker                           | Haynie, Parker        | 3:34   |
| 9.            | «Carmen»                      | Lana Del Rey, Parker                           | Haynie, Bhasker       | 4:08   |
| 10.           | «Million Dollar Man»          | Lana Del Rey, Chris Braide                     | Haynie, Braide        | 3:51   |
| 11.           | «Summertime Sadness»          | Lana Del Rey, Nowels, Kieran De Jour           | Haynie, Nowels        | 4:25   |
| 12.           | «This Is What Makes Us Girls» | Lana Del Rey, Larcombe, Jim Irvin              | Al Shux, Haynie       | 3:58   |
| 13.           | «Without You»                 | Lana Del Rey, Sacha Skarbek                    | Haynie                | 3:49   |
| 14.           | «Lolita»                      | Lana Del Rey, Liam Howe, Hannah Robinson       | Haynie                | 3:40   |
| 15.           | «Lucky Ones»                  | Lana Del Rey, Nowels                           | Haynie, Nowels        | 3:45   |
| Durada total: | Durada total:                 | Durada total:                                  | Durada total:         | 60:40  |

Cançó Video Games
La companyia discogràfica Vertigo Records la va llançar el 5 de setembre de 2011 com descàrrega digital, mentre que el 10 d'octubre del mateix any al costat de la cançó Blue Jeans la va llançar en format digital i disc de vinil. El 17 d'octubre, es va editar com a descàrrega digital un EP amb remescles de la cançó. En una entrevista amb Lana Del Rey, va afirmar que el significat de la cançó era l'addicció de la seva parella sentimental als videojocs. La cançó va tenir una bona recepció comercial als països europeus. De manera més específica, va aconseguir la primera posició a Alemanya, i va aconseguir ingressar en el top deu en països com Àustria, Bèlgica, Països Baixos, Suïssa i el Regne Unit. D'altra banda, va obtenir en general comentaris variats per part dels crítics, alguns d'ells la van nomenar una de les millors cançons del 2011. La cantant va editar el vídeo musical de la cançó, en què apareix cantant en una càmera de vídeo, i el va penjar al seu propi canal de YouTube.
Cançó Born to Die
Està composta per ella i Justin Parker, produïda per Parker i Robopop. Presenta influències de l'indie pop, i va ser llançada com el segon senzill del disc el 22 de gener de 2012, després del senzill Video Games (2011).